# Karoo Ashevak
Karoo Ashevak (1940-1974) est un sculpteur canadien inuit. 
Décédé tragiquement dans un incendie à l'âge de 34 ans, Karoo Ashevak est considéré comme une figure majeure de l'art inuit canadien. Ses représentations de l'esprit des shamans et de la culture inuite traditionnelle en font un artiste recherché. Les traits exagérés de ses personnages caractérisent son style. Sa production faite avec des os et des fanons de baleine, de la pierre et de l'ivoire compte environ 250 sculptures.

## Musées et collections publiques
- McMichael Canadian Art Collection
- Musée des beaux-arts de l'Ontario
- Musée des beaux-arts de Montréal
- Musée des beaux-arts du Canada
- Musée canadien de l'histoire
- Musée national des beaux-arts du Québec[1]
- Centre du patrimoine septentrional Prince-de-Galles
- Université de l'Alberta
- Musée des beaux arts de Winnipeg[2]

## Source
- Guide : Musée des beaux-arts de Montréal, Montréal, éd. Musée des beaux-arts de Montréal, 2007, 2e éd. (1re éd. 2003), 342 p. (ISBN 978-2-89192-312-5), p. 231